# Secretari d'Estat i del Despatx Universal
El Secretari d'Estat i del Despatx Universal va ser un càrrec institucional que va funcionar durant la monarquia absolutista borbònica, però que tenia els seus origen en el secretari del Despatx Universal creat el 1621 com a càrrec de confiança del monarca o el valido per controlar la documentació que havia de passar per la taula del rei. Exercia funcions directives del poder executiu per delegació directa i sota la confiança del monarca, que no per això deixava de concentrar tots els poders com a monarca absolut. Instaurats amb l'adveniment de la Casa de Borbó personificada en Felip V, el sistema de Consells de la Monarquia d'Espanya -règim polisinodial- fou minoritzat (a excepció del Consell de Castella) i la Secretaria d'Estat i del Despatx esdevingué la institució que assumí la major preeminència en la nova estructura governativa. Instaurada com a Secretaria del Despatx Universal primer, llavors des del 1705 desdoblada en dos, i des de 1714 en quatre (Estat, Hisenda, Justícia i una en conjunt per a Guerra, Marina i Índies).
En la monarquia absoluta la seva figura era en certa manera comparable al que posteriorment representaria el President del Consell de Ministres, càrrec que equival al de Primers Ministres i que també s'anomena President del Govern. En alguna ocasió, els secretaris d'Estat han estat denominats Primers Ministres, Ministres d'Estat, o Ministres Plenipotenciaris; històricament ocuparen una posició equivalent a les dels Privats durant el govern de la Casa d'Àustria, per bé que aquests no eren càrrecs institucionalitzats.

## Antecedents
El treball dels secretaris que portaven a terme la gestió diària dels assumptes havia estat sempre imprescindible, i va produir la formació d'una classe de lletrats que va permetre l'ascens social des de posicions no privilegiades o des de la baixa noblesa. Existien des de la baixa edat mitjana i alguns secretaris reials van aconseguir una elevada confiança dels reis que no van delegar en vàlids. Francisco de los Cobos va ser secretari fidel i Mayordomo Major del Reino durant el regnat de l'emperador Carles V. Martí de Gaztelu va tenir també posicions de poder durant el regnat de Felip II, que també recorreria a homes com Joan de Idiáquez,  Mateu Vázquez o Antonio Pérez del Hierro, aquest darrer protagonista de l'enfrontament amb Felip II de Castella que desembocaria en les Alteracions d'Aragó (1590).

## Història
L'origen de la Secretaria d'Estat que va funcionar durant la monarquia absoluta dels Borbons a Espanya va ser la Secretaria del Despatx Universal. Aquesta oficina va ser creada per Felip IV a causa dels problemes que va causar que l'antic valido de Felip III, el duc de Lerma, signés ell mateix les reials ordres, sense que el document fos revisat o validat. Per això, des de 1618 es va aplicar la normativa de no respectar-se cap ordre que no fos referendada per un secretari. Entre 1621 i 1623 es va nomenar un secretari únic, que va centralitzar i donar sortida a qualsevol document que tingués com a origen o destí la taula del rei. Era un càrrec de confiança, no hi havia un nomenament oficial, però sí es tractava d'una persona qualificada i que no generava recels dintre de l'administració central de l'estat, per aquesta raó habitualment el càrrec l'ocupava un secretari d'estat. Les seves funcions inicials estaven vinculades a la documentació, correu o els pagaments dels monarca. Tanmateix, mica en mica va anar acumulant altres competències de caràcter executiu, que es van anar allunyant del model tradicional dels Habsburg i que, de fet, van augmentar també el poder dels validos.
Arran de l'arribada de la dinastia borbònica, l'administració va ser reformada profundament. Es van reduir les atribucions dels antics consells, que es van mantenir sense unes competències concretes, i aquestes van ser assignades a la Secretari del Despatx. Amb tot, a causa del volum d'atribucions es va decidir dividir la secretaria mitjançant el decret d'11 de juliol de 1705, pel qual Felip V va dividir l'antiga secretaria en una d'Estat i de Despatx de Guerra i Hisenda i una altra de «tota la resta». Finalment, el 30 de novembre de 1714, un nou decret va donar forma a la secretaria, a imitació del model administratiu centralista francès i es creen quatre secretaries del Despatx, dividides per matèries, una de les quals va ser la d'Estat. Des de la seva creació, malgrat les reformes executades pels diferents monarques, la Secretaria d'Estat es va mantenir incòlume i va gaudir sempre d'autonomia pel que fa a les seves competències i funcions fins que, durant el regnat d'Isabel II, va passar a ser un ministeri del mateix nom.

## Competències
La secretaria tenia competències en matèria de relacions internacionals. Per una banda, controlava i administrava l'aparell diplomàtic, és a dir, el nomenament, manteniment o control dels ambaixadors, cònsols o d'altres càrrecs; de l'altra, estava encarregat del despatx i la correspondència de l'escenari polític internacional en sentit ple, amb caràcter universal. Entre les quals hi havia les declaracions de guerra, tractats de pau, regulació de l'economia o comerç internacional, els contractes i asientos, entre d'altres que afectaven les relacions bilaterals amb un altre país, o al debat internacional sobre un afer en particular.

## Llista de secretaris
| - Pedro Quevedo - Francisco Saavedra - Francisco Javier Castaños | - Antonio Escaño - Esteban Fernández de León - Miguel Lardizábal |

| - Pedro Agar - Joaquín Blake - José María Puig Samper | - Gabril Císcar - Ramón Patiño |

| - Juan María de Villavencio - Pedro de Alcántara de Toledo - Joaquín Mosquera | - Enrique José O'Donnell - Ignacio Rodríguez de Rivas - Juan Pérez Villamil |

| - Pedro Quevedo - Francisco Saavedra - Francisco Javier Castaños | - Antonio Escaño - Esteban Fernández de León - Miguel Lardizábal |

| - Pedro Agar - Joaquín Blake - José María Puig Samper | - Gabril Císcar - Ramón Patiño |

| - Juan María de Villavencio - Pedro de Alcántara de Toledo - Joaquín Mosquera | - Enrique José O'Donnell - Ignacio Rodríguez de Rivas - Juan Pérez Villamil |